# Врховна команда копнене војске Вермахта
Врховна команда копнене војске Вермахта (OKH), је била орган који је управљао копненим јединицама немачке војске - Вермахта. Основана је 1935. а распуштена је 9. маја 1945.

## Оснивање
Врховна команда копнене војске (OKH је основана 1935. године као део ремилитаризације Трећег рајха коју је спроводио Адолф Хитлер. Заповедник врховне команде копнене војске је држао позицију: Главнокомандујући копнене војске (нем. Oberbefehlshaber des Heeres). Од 1938. OKH - врховна команда копнене војске је заједно са OKL - врховном командом ратног ваздухопловства и OKM - Врховном командом морнарице, формално потчињена OKW - Врховној команди Вермахта (са изузетком Вафен-СС). Током рата OKH је имала одговорност стратешког планирања армија и армијских група, док се генералштаб OKH бавио оперативним послом. Свака немачка армија је имала Армијску команду (нем. Armeeoberkommando, AOK). До немачког пораза код Москве децембра 1941. OKH је била de facto најбитнији елемент у немачком ратном планирању. Врховна команда Вермахта од тада преузима ову функцију. Врховна команда копнене војске је распуштена 9. маја 1945. након капитулације Нацистичке Немачке.

## OKH и OKW
Хитлер је био на челу врховне команде Вермахта (OKW) од јануара 1938. која је имала за циљ координацију између три основна вида војске који су имали своје врховне команде и функционисали независно. Хитлер је преко OKW-а издавао наређења ратној морнарици (OKM), ваздухоплоству (OKL) и копненој војсци (OKH). Постојање OKW и OKH је доводило до великог ривалитета ове две структуре што је у неким кључним ситуацијама изазивало споро реаговање на терену и непотребна задржавања, услед читавог низа командних структура које би наређење морало да прође. Након неуспеха у бици за Москву, Валтер фон Браухич је разрешен дужности (углавном због погоршања здраственог стања) и Хитлер је именовао себе за врховног заповедника копнене војске и даље задржавајући позицију врховног заповедника Вермахта. У исто време је ограничио заповедништво OKH на Источни фронт, дајући директно заповедништво врховној команди Вермахта над осталим јединицама. Ово је омогућило Хитлеру да изјави да једино он има потпуну свест о Немачкој стратешкој ситуацији.

## Заповедници

### ЗаповеднициOKHи главнокомандујући копнене војске
Главнокомандујући копнене војске (нем. Oberbefehlshaber des Heeres) у оквиру Вермахта су били:
- Генерал-пуковник Вернер фон Фрич, од 1935. до 4. фебруара 1938.
- Фелдмаршал Валтер фон Браухич, од 4. фебруара 1938 до 19. децембра 1941.
- Фирер и канцелар Адолф Хитлер, од 19. децембра 1941. до 30. априла 1945.
- Фелдмаршал Фердинанд Шернер, од 30. априла 1945. до 9. маја 1945.

Шернер, један од Хитлерових омиљених војних заповедника је именован, од стране Хитлера у свом тестаменту који је он обзнанио пре самоубиства 30. априла 1945, за заповедника врховне команде копнене војске. у међувремену. Врховна команда копнене восјке је пребачена поново под јурисдикцију врховне команде Вермахта, са Фелдмаршалом Вилхелмом Кајтелом као главнокомандујућим.

### ЗаповеднициOKHгенералштаба
- Генерал-пуковник Лудвиг Бек, од 1935. до 31. октобра 1938.
- Генерал-пуковник Франц Халдер, од 31. октобра 1938. до 24. септембра 1942.
- Генерал-пуковник Курт Зајцлер, од 24. септембра 1942 до 10. јула 1944.
- Генерал-поручник Адолф Хејсингер, од 10. јула 1944. до 20. јула 1944.
- Генерал-пуковник Хајнц Гудеријан, од 21. јула 1944. до 28. марта 1945.
- Генерал армије Ханс Кребс, од 28. марта 1945. до 1. маја 1945.
- Фелдмаршал Вилхелм Кајтел, од 1. маја 1945. до 13. маја 1945.
- Генерал-пуковник Алфред Јодл, од 13. маја 1945 до 23. маја 1945.